# Robert Wise
Robert Wise (10. september 1914 i Winchester, Indiana, USA – 14. september 2005 i Los Angeles, Californien, USA) var en amerikansk filminstruktør og -producent.

## Udvalgte film med Wise som instruktør
- 1944 The Curse of the Cat People
- 1951 The Day the Earth Stood Still
- 1953 So Big
- 1953 The Desert Rats
- 1958 I Want to Live!
- 1963 The Haunting
- 1961 West Side Story
- 1965 The Sound of Music
- 1968 Star!
- 1971 The Andromeda Strain
- 1975 The Hindenburg
- 1979 Star Trek: The Motion Picture
- 1989 Rooftops

## Oscar-statuetter og -nomineringer
- 1942 Nomineret som bedste filmklipper for Citizen Kane
- 1959 Nomineret som bedste instruktør for I Want to Live!
- 1962 Bedste instruktør for West Side Story, sammen med Jerome Robbins
- 1962 Bedste film for West Side Story
- 1966 Bedste instruktør for The Sound of Music
- 1966 Bedste film for The Sound of Music
- 1967 Irving G. Thalberg Memorial Award
- 1967 Nomineret til bedste film for The Sand Pebbles